# Руэн-Норанда
Руэн-Норанда (фр. Rouyn-Noranda) — город на западе провинции Квебек, столица региона Абитиби-Темискаминг. Образован в ходе укрупнения до этого независимых поселений Руэн, Норанда и других муниципалитетов между 1986 и 2002 гг. По переписи 2006 г. в городе проживало 41 000 жителей, свыше 90 % которых — франкофоны.

## Население и языки
Большая часть англофонов и аллофонов первой волны (поляки, украинцы и т. д.) покинула город в 1960-х и 1970-х.
| Город        | Родной язык, перепись | 1931   | 1941   | 1961    | 1972   |
| ------------ | --------------------- | ------ | ------ | ------- | ------ |
| Норанда      | Аллофоны              | 49,7 % | 22,0 % | 16,0 %  | 6,8 %  |
| Руэн         | Аллофоны              | 28,6 % | 20,0 % | 6,3 %   | 4,8 %  |
| Руэн-Норанда | Всего                 | 5 471  | 13 384 | 30 193  | 28 562 |
| Руэн-Норанда | Франкофоны            | 42,9 % | 61,3 % | 79,23 % | 85,9 % |